# Glenmarie Golf & Country Club
De Glenmarie Golf & Country Club is een golfclub bij Kuala Lumpur.
De club werd in 1993 opgericht en op 29 januari officieel geopend. door de 4de premier van Maleisië, Tun Dr. Mahathir Mohammed. Er zijn twee 18 holesbanen, de Garden Course en de iets kortere Valley Course.
Waar nu de countryclub is, was vroeger de Glenmarie Rubber Estates, waar palmolie werd geproduceerd. Om de golfbaan aan te leggen werd de hulp ingeroepen van de Amerikaanse golfbaanarchitect Max Wexler.

## Toernooien
- 1997: Malaysian Ladies Open Championship
- 1999: Malaysian Ladies Open Championship
- 2012: Malaysian Amateur
- 2013: EurAsia Cup

## Trivia
Onder meer:
- De Glenmary Country Club is in Louisville (Kentucky).